# Zoltán Szarka
Zoltán Szarka, född 12 augusti 1942 i Csorna, död 18 april 2016 i Szombathely, var en ungersk fotbollsspelare.
Han blev olympisk guldmedaljör i fotboll vid sommarspelen 1968 i Mexico City.